# Reservas de biosfera en Ecuador
Las Reservas de Biosfera en Ecuador son sitios reconocidos por UNESCO que innovan y demuestran la relación que puede alcanzar el ser humano con su naturaleza en el afán de conjugar la conservación y el desarrollo sostenible. Actualmente Ecuador cuenta con 7 reservas de biosfera reconocidas por UNESCO y una reserva de biosfera transfronteriza con Perú.

## Reserva de Biosfera de Ecuador

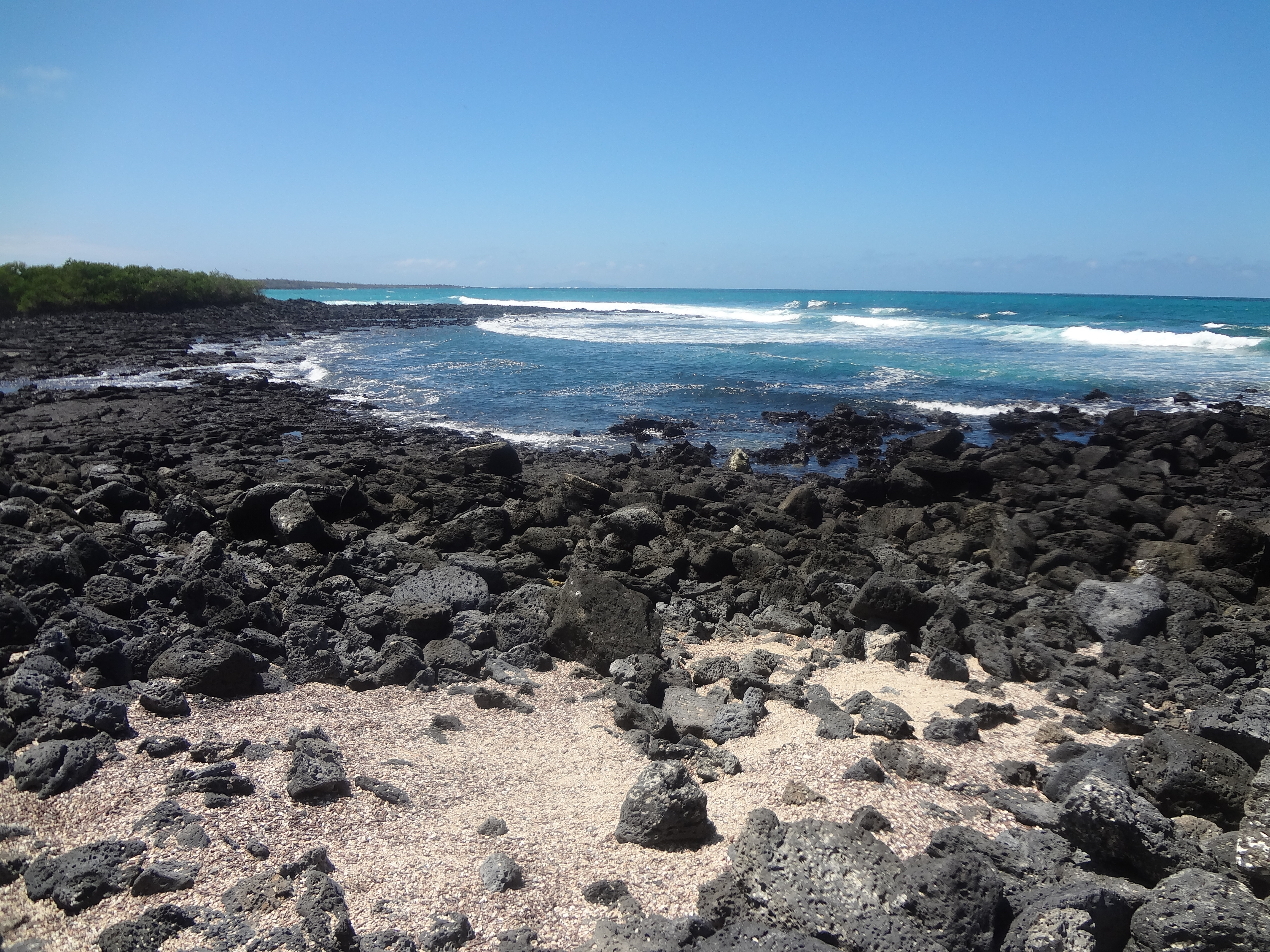
Galápagos

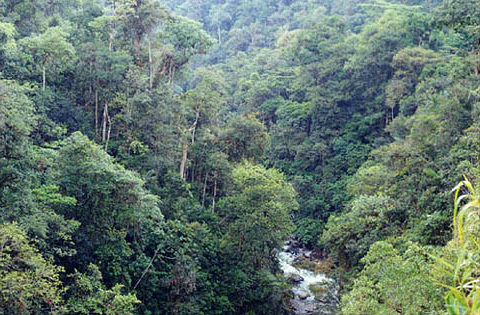
Podocarpus

- Archipiélago de Colón (Galápagos), 1984
- Yasuni, 1989
- Sumaco, 2000 extendido en 2002
- Podocarpus-El Condor, 2007
- Macizo de Cajas, 2013
- Bosque Seco, 2014. Reserva de biosfera transfonterizo Bosque de Paz (Ecuador/Perú)
- Chocó Andino, 2018

## Reserva de biósfera transfronteriza

### Reserva Transfronteriza Bosque de Paz
Está ubicada entre Ecuador y Perú. Está conformada por la Reserva de Biosfera del Bosque Seco y la Reserva de Biosfera del Noroeste Amotapes-Manglares y tiene una extensión de 1´616,988.42 hectáreas. Fue designada en el 2017 y constituye la primera Reserva de Biosfera Transfronteriza de América del Sur.